# Savigné-l'Évêque
Savigné-l'Évêque és un municipi francès situat al departament del Sarthe i a la regió de País del Loira. L'any 2007 tenia 4.043 habitants.

## Demografia

### Població
El 2007 la població de fet de Savigné-l'Évêque era de 4.043 persones. Hi havia 1.548 famílies de les quals 288 eren unipersonals (112 homes vivint sols i 176 dones vivint soles), 632 parelles sense fills, 596 parelles amb fills i 32 famílies monoparentals amb fills.
La població ha evolucionat segons el següent gràfic:
Habitants censats

### Habitatges
El 2007 hi havia 1.662 habitatges, 1.577 eren l'habitatge principal de la família, 27 eren segones residències i 58 estaven desocupats. 1.577 eren cases i 82 eren apartaments. Dels 1.577 habitatges principals, 1.244 estaven ocupats pels seus propietaris, 320 estaven llogats i ocupats pels llogaters i 13 estaven cedits a títol gratuït; 11 tenien una cambra, 68 en tenien dues, 191 en tenien tres, 399 en tenien quatre i 908 en tenien cinc o més. 1.223 habitatges disposaven pel capbaix d'una plaça de pàrquing. A 547 habitatges hi havia un automòbil i a 912 n'hi havia dos o més.

### Piràmide de població
La piràmide de població per edats i sexe el 2009 era:
| Homes | Edats   | Dones |
| ----- | ------- | ----- |
| 0     | 95 o +  | 0     |
| 8     | 90 a 94 | 8     |
| 4     | 85 a 89 | 32    |
| 24    | 80 a 84 | 28    |
| 48    | 75 a 79 | 76    |
| 60    | 70 a 74 | 32    |
| 76    | 65 a 69 | 64    |
| 80    | 60 a 64 | 88    |
| 80    | 55 a 59 | 112   |
| 176   | 50 a 54 | 132   |
| 168   | 45 a 49 | 168   |
| 160   | 40 a 44 | 160   |
| 128   | 35 a 39 | 140   |
| 148   | 30 a 34 | 120   |
| 88    | 25 a 29 | 84    |
| 116   | 20 a 24 | 80    |
| 188   | 15 a 19 | 124   |
| 152   | 10 a 14 | 132   |
| 132   | 5 a 9   | 124   |
| 76    | 0 a 4   | 92    |

## Economia
El 2007 la població en edat de treballar era de 2.681 persones, 2.005 eren actives i 676 eren inactives. De les 2.005 persones actives 1.910 estaven ocupades (999 homes i 911 dones) i 95 estaven aturades (44 homes i 51 dones). De les 676 persones inactives 299 estaven jubilades, 240 estaven estudiant i 137 estaven classificades com a «altres inactius».

### Ingressos
El 2009 a Savigné-l'Évêque hi havia 1.607 unitats fiscals que integraven 4.149 persones, la mediana anual d'ingressos fiscals per persona era de 20.027 €.

### Activitats econòmiques
Dels 121 establiments que hi havia el 2007, 7 eren d'empreses alimentàries, 4 d'empreses de fabricació d'altres productes industrials, 23 d'empreses de construcció, 26 d'empreses de comerç i reparació d'automòbils, 4 d'empreses de transport, 5 d'empreses d'hostatgeria i restauració, 1 d'una empresa d'informació i comunicació, 7 d'empreses financeres, 5 d'empreses immobiliàries, 10 d'empreses de serveis, 19 d'entitats de l'administració pública i 10 d'empreses classificades com a «altres activitats de serveis».
Dels 41 establiments de servei als particulars que hi havia el 2009, 1 era una gendarmeria, 1 oficina de correu, 3 oficines bancàries, 1 funerària, 5 tallers de reparació d'automòbils i de material agrícola, 1 taller d'inspecció tècnica de vehicles, 1 autoescola, 2 paletes, 4 guixaires pintors, 5 fusteries, 4 lampisteries, 3 electricistes, 4 perruqueries, 1 veterinari, 1 restaurant, 2 agències immobiliàries i 2 salons de bellesa.
Dels 12 establiments comercials que hi havia el 2009, 3 eren supermercats, 1 una gran superfície de material de bricolatge, 4 fleques, 2 carnisseries, 1 una botiga de roba i 1 una botiga d'equipament de la llar.
L'any 2000 a Savigné-l'Évêque hi havia 50 explotacions agrícoles que ocupaven un total de 1.820 hectàrees.

## Equipaments sanitaris i escolars
El 2009 hi havia 2 farmàcies i 1 ambulància.
El 2009 hi havia 1 escola maternal i 2 escoles elementals.

## Poblacions més properes
El següent diagrama mostra les poblacions més properes.